# Konstantinos Stefanopulos
Konstantinos »Kostis« Stefanopulos, grški pravnik in politik, * 15. avgust 1926, Patras, Grčija, † 20. november 2016, Atene.
Med letoma 1995 in 2005 je bil predsednik Grčije.

## Odlikovanja in nagrade
Leta 1999 je prejel zlati častni znak svobode Republike Slovenije z naslednjo utemeljitvijo: »za zasluge pri utrjevanju prijateljskih meddržavnih odnosov med Republiko Slovenijo in Helensko republiko«.